# 군외초등학교
군외초등학교는 대한민국 전라남도 완도군 군외면에 있는 공립 초등학교이다.

## 학교 연혁
- 1926년 4월 15일 신성사립보통학교 개교
- 1931년 10월 2일 군외공립보통학교(4년제) 개편
- 1938년 4월 1일 군외공립심상소학교 개편
- 1941년 4월 1일 군외공립국민학교(6년제) 개편
- 일자미상 군외국민학교 개편
- 일자미상 군외국민학교 백일분교·흑일분교 설립 인가
- 1954년 7월 31일 백일분교장·흑일분교장 개교
- 일자미상 군외국민학교 화도분교 설립 인가
- 1961년 4월 1일 화도분교장 개교
- 일자미상 군외국민학교 달도분교 설립 인가
- 일자미상 달도분교장 개교
- 1977년 9월 15일 군외국민학교 서화도분실 개설
- 1988년 2월 29일 서화도분실 폐실
- 1991년 3월 1일 화도분교장 폐교 및 본교 통폐합
- 1995년 9월 1일 군외동국민학교 토도분교장, 달도분교장 폐교 및 본교 통폐합
- 1996년 3월 1일 군외초등학교 개편
- 1999년 3월 1일 군외동초등학교 불목분교장 격하 편입, 고마분교장·사후분교장 편입
- 1999년 3월 1일 군외동초등학교 황진분교장 폐교 및 본교 통폐합
- 1999년 9월 1일 군외남초등학교 폐교 및 본교 통폐합
- 2000년 3월 1일 고마분교장·흑일분교장 폐교 및 본교 통폐합
- 2001년 9월 1일 사후분교장 폐교 및 본교 통폐합
- 2010년 10월 5일 백일분교장 폐교 및 본교 통폐합
- 2020년 3월 1일 불목분교장 폐교 및 본교 통폐합

## 참고 자료
- 군외초등학교 - 한국교육학술정보원 학교알리미